# Зименок, Василий Петрович
Василий Петрович Зименок (2 января 1934, Любовшо, Западная область — 27 сентября 2023, Караганда) — советский шахтёр. Член КПСС, делегат XXIV съезда КПСС и XIV съезда КП Казахстана. Герой Социалистического Труда (1971). Депутат Совета Союза Верховного Совета СССР 11 созыва (1984—1989) от Карагандинской области. Депутат Верховного Совета Казахской ССР 9 созыва.

## Биография
Родился 2 января 1934 года в селе Любовшо Красногорского района (ныне — Брянской области). Во время войны пережил оккупацию; отец погиб на фронте.
Окончив школу, служил в армии авиационным механиком.
С 1956 года работал в Караганде проходчиком на шахте № 20-бис треста «Ленинуголь», с 1963 года — бригадир на шахте «Актасская». В 1973 году коллектив бригады под его руководством выступил инициатором почина по проходке подготовительных выработок скоростным способом — 350 погонных метров в месяц.
С 1990-х годов — на пенсии.
Скончался 25 сентября 2023 года. Похоронен на кладбище Триада в Караганде.

## Награды
- медаль «Серп и Молот» Героя Социалистического Труда (1971)
- два ордена Ленина (1965, 1971)
- Почётный шахтёр СССР (1970)
- полный кавалер знака «Шахтёрская слава»[2][3].
- Почётный гражданин города Сарань (06.06.1996) и Карагандинской области (2014)